# Lepturges abditus
Lepturges abditus är en skalbaggsart som beskrevs av Monné 1976. Lepturges abditus ingår i släktet Lepturges och familjen långhorningar. Inga underarter finns listade i Catalogue of Life.